# Butor
Butor (ros. Бутор) – wieś w Mołdawii (Naddniestrzu), w rejonie Grigoriopol, siedziba gminy o tej samej nazwie. W 2004 roku liczyła 3042 mieszkańców.

## Położenie
Miejscowość znajduje się na lewym brzegu Dniestru, pod faktyczną administracją Naddniestrza, w odległości 15 km od Grigoriopola i 73 km od Kiszyniowa.

## Historia
Wioska pierwszy raz wzmiankowana jest w 1773 roku. Została założona przez Mołdawian na prawym brzegu Dniestru, którzy następnie z powodu presji fiskalnej osiedlili się na lewym brzegu rzeki, tworząc nową osadę. W 1775 roku miejscowość zamieszkiwało 554 chłopów. Do 1820 roku wieś liczyła 200 gospodarstw domowych, a w połowie XIX wieku miejscowość osiągnęła 268 gospodarstw domowych z 1494 mieszkańcami. W 1870 roku we wsi została otwarta szkoła. W okresie sowieckim na wsi zorganizowano kołchoz im. Kujbyszewa. We wsi otwarto również 8-letnią szkołę, klub z instalacją kinową, bibliotekę, warsztaty usług społecznych, pocztę, przedszkole oraz sklep.

## Demografia
Według danych spisu powszechnego w Naddniestrzu w 2004 roku wieś liczyła 3042 mieszkańców, z czego większość, 2983 osób, stanowili Mołdawianie.